# Jakub Kamiński
Jakub Kamiński, (ur. ok. 1908 – zm. ok. 1946 w Łodzi) – założyciel i właściciel fabryki łódzkiej prowadzonej pod nazwą „Tkalnia Mechaniczna Jakub Kamiński i Spółka Łódź”.
Przedsiębiorstwo powstało w 1920 r. Produkowało tkaniny wełniane na rynek krajowy i eksport. Fabryka była zarządzana przez Jakuba Kamińskiego i jego synów : Ludwika i Antoniego. Początkowo mieściła się w pomieszczeniach wynajmowanych na Nowo-Cegielnianej 15. Potem przy ul. Milsza 58, następnie ul. Śródmiejskiej 45, a w końcu przy ul. Pomorskiej 83/85. W latach 1939–1945 znajdowała się pod komisarycznym zarządem niemieckim. Pochodził z rodziny żydowskiej wyznania mojżeszowego.